# Gunnar Scheffer
Carl Gunnar Ulrik Scheffer, född 22 november 1909 i Härnösand, Ångermanland, död 19 juli 1981 i Stockholm, var en svensk statsheraldiker, historiker och hovman.

## Biografi
C.G.U. Scheffer, som han själv alltid skrev sig, var son till överste Carl Scheffer och Gerda Collijn. Efter studentexamen från Djursholm, blev han 1953 filosofie licentiat vid Lunds universitet, med historia och heraldik som ämne.
Han var verksam vid riksarkivet från 1938, blev arkivarie där år 1944 och var statsheraldiker där 1955–1974. Han var den förste innehavaren av denna tjänst, sedan den tidigare befattningen som riksheraldiker vid det särskilda Riksheraldikerämbetet avskaffats.
Efter att 1955 börjat som kammarjunkare vid hovet blev han kammarherre 1955 och ceremonimästare år 1973.
Scheffer invaldes som ledamot av Kungliga Samfundet för utgivande av handskrifter rörande Skandinaviens historia och av Académie Internationale d'Héraldique. Han tillhörde grundarna av Svenska nationalkommittén för genealogi och heraldik 1971. Scheffer är gravsatt på Norra begravningsplatsen utanför Stockholm.